# Alexandro Calut
Alexandro Calut (Charleroi, 22 april 2003) is een Belgisch voetballer. Hij stroomde in 2021 door vanuit de jeugd naar het eerste elftal van Standard Luik. Calut speelt op de positie van linkervleugelverdediger.

## Carrière
Calut sloot zich in 2016 aan bij de jeugdopleiding van Standard Luik. In november 2020 ondertekende hij er zijn eerste profcontract. Op 8 mei 2021 mocht Calut debuteren in de basisopstelling voor de competitiewedstrijd tegen KAA Gent. Na 59 minuten werd hij gewisseld voor Abdoul Tapsoba. Standard wist deze wedstrijd uiteindelijk ook te winnen met 2-1. Ook in de daaropvolgende wedstrijden tegen KV Oostende en opnieuw KAA Gent gunde coach Mbaye Leye hem speelminuten in de vorm van invalbeurten.
In oktober 2021 brak Standard zijn contract open tot 2024. Op 23 januari 2022 dropte trainer Luka Elsner hem in de basis tegen Club Brugge, waardoor hij zijn eerste officiële speelminuten van het seizoen kreeg. Elsner liet hem zeven wedstrijden op rij in de basis staan.

## Clubstatistieken
| Seizoen         | Club            | Land            | Competitie      | Competitie | Competitie | Beker | Beker | Supercup | Supercup | Europees | Europees | Totaal | Totaal |
| Seizoen         | Club            | Land            | Competitie      | Wed.       | Dlp.       | Wed.  | Dlp.  | Wed.     | Dlp.     | Wed.     | Dlp.     | Wed.   | Dlp.   |
| --------------- | --------------- | --------------- | --------------- | ---------- | ---------- | ----- | ----- | -------- | -------- | -------- | -------- | ------ | ------ |
| 2020/21         | Standard Luik   | Vlag van België | Eerste klasse A | 3          | 0          | 0     | 0     | —        | —        | 0        | 0        | 3      | 0      |
| 2021/22         | Standard Luik   | Vlag van België | Eerste klasse A | 8          | 0          | 0     | 0     | —        | —        | —        | —        | 8      | 0      |
| Carrière totaal | Carrière totaal | Carrière totaal | Carrière totaal | 11         | 0          | 0     | 0     | 0        | 0        | 0        | 0        | 11     | 0      |

Bijgewerkt op 7 april 2022.